# Рівень окиснення
Рівень окиснення (рос. уровень окисления, англ. oxidation level) —
- 1. В органічній хімії — ступінь окиснення атома С (або сума ступенів окиснення кількох атомів С) в органічних сполуках. Розраховується рівень окиснення кожного з атомів С підсумовуванням наступних чисел а, б, в:

а) для кожного його зв'язку з менш електронегативним атомом (включаючи Н), а також на кожний негативний заряд записуємо –1;
б) для кожного його зв'язку з іншим атомом С, а також на кожний неспарений електрон на ньому записуємо 0;
в) для кожного його зв'язку з більш електронегативним атомом, а також на кожний позитивний заряд записуємо +1;
Рівень окиснення молекули є сумою так отриманих рівнів окиснення атомів С. Використовується для якісного визначення того, чи дане перетворення є окисненням чи відновленням на основі порівняння сум рівнів окиснення відповідних атомів С. У кожній з молекул етилену, етанолу та хлоретану така сума становить — 4; про них говорять, що вони
знаходяться на однаковому рівні окиснення. Відповідна сума для етану становить — 6; тому етан знаходиться на нижчому рівні окиснення. В ацетилені, ацетальдегіді та дихлоретані ці суми дорівнюють –2. Ці молекули знаходяться на більш високому рівні окиснення, ніж сполуки двох перших груп. Відповідно до цього, перетворення етилену в ацетальдегід є окисненням.
- 2. У вуглехімії та нафтохімії — кількість певних оксигеновмісних груп (С=О чи СООН), що припадають на одиницю маси вугілля чи нафти (або певного продукту їх переробки).
- 3. У біохімії — кількість пероксидних груп, що припадає на одиницю маси ліпіду.